# Maria Schalcken
Maria Schalcken (Dordrecht, 1645 - Dordrecht, 1699), fue una pintora neerlandesa del siglo de oro neerlandés, hermana y alumna de Godfried Schalcken.

## Biografía
Era la hija del rector de escuela en Dordrecht, y hermana menor del pintor Godfried Schalcken, el primero de quien aprendió a pintar y luego siguió con lecciones de Samuel van Hoogstraten y más tarde de Gerrit Dou.
Según el Rijksbureau voor Kunsthistorische Documentatie es conocida por sus trabajos de género. Su autorretrato estuvo atribuido en principio a su hermano hasta que después de una limpieza de la pintura en el siglo XX, apareció su firma a la vista.